# پرودن‌ویل (میشیگان)
پرودن‌ویل (به انگلیسی: Prudenville) یک منطقهٔ مسکونی در ایالات متحده آمریکا است که در شهرستان راسکومون، میشیگان واقع شده‌است. پرودن‌ویل ۹٫۵ کیلومتر مربع مساحت و ۱٬۷۳۷ نفر جمعیت دارد و ۳۴۹ متر بالاتر از سطح دریا واقع شده‌است.